# Pseudoeryx
Pseudoeryx este un gen de șerpi din familia Colubridae.

Cladograma conform Catalogue of Life:
| Pseudoeryx | \| \| Pseudoeryx plicatilis \| \| \| \| \| \| Pseudoeryx relictualis \| \| \| \| |
|            | \| \| Pseudoeryx plicatilis \| \| \| \| \| \| Pseudoeryx relictualis \| \| \| \| |
|            | Pseudoeryx plicatilis                                                            |
|            |                                                                                  |
|            | Pseudoeryx relictualis                                                           |
|            |                                                                                  |